# استان چیمبورازو
استان چیمبورازو یکی از استان‌های کشور اکوادور واقع در رشته‌کوه آند است که شامل بخشی از پارک ملی سانگای است. مرکز این استان ریوبامبا است. آتشفشان چیمبورازو با ۶۲۶۷ متر ارتفاع، بلندترین کوه اکوادور در استان چیمبورازو قرار دارد.